# Empaná de pino
Empaná de pino es una película de terror chilena de 2008 dirigida por Wincy Oyarce y protagonizada por la transformista y artista Hija de Perra quien personifica una versión ficcionada de sí misma.
El film es uno de los primeros largometrajes de ficción con temática queer y que, al mismo tiempo, es protagonizado por un transformista en Chile.

## Sinopsis
La trama se centra en la historia de Hija de Perra, una mujer que junto a su sirvienta y esclava Perdida se dedican a vender empanadas de pino hechas de carne humana en una feria libre de Santiago. La obsesión de la protagonista por revivir a Caballo, su esposo muerto, la llevan a entrar en contacto con seres sobrenaturales capaces de volverle la vida a su ser amado, a cambio de una gran ofrenda.

## Críticas
En su año de estreno, la película fue descrita por la artista y crítica de cine Pía Sommer como "un delirium tremens boxeándose un recuerdo a ratos, pero lo bueno: hace reír más que llorar". También fue destacada por develar "intenciones por salirse de la raya y de mostrar un Chile oculto rebosante de humor negro y con ganas de romper esquemas".

## Impacto cultural
En 2018, Empaná de pino fue descrita como parte de una estética "poética intimista-libidinal" del cine no comercial chileno en la primera mitad del siglo XXI.Asimismo, ha sido destacada como una de las películas chilenas que, a raíz del arribo de tecnologías digitales, abrieron "campos, historias y personajes que muchas veces no habían sido protagonistas de nuestros cines".
El investigador estadounidense Carl Fischer planteó en 2019 que Empaná de pino cita otras películas queer de cineastas como John Waters, Pedro Almodóvar y Gregg Araki. Asimismo, identificó parodias de “rituales masculinistas [sic]" en la cinta, tales como una pichanga de barrio y una reunión de boy scouts.
Por otra parte, la protagonista Hija de Perra en su rol se consolidó como un "ícono del mundo under y bizarro de Chile" hasta su fallecimiento en 2014.

## Estreno
Empaná de pino se estrenó el 13 de julio de 2008en el Centro Arte Alameda de Santiago. Asimismo, fue parte de la muestra de cine nacional del 21° Festival Internacional de Cine de Valdivia, el 20° Festival Internacional de Cine de Viña del Mar y el Final Girls Chile.
Ese mismo año obtuvo el premio del público en el Festival Cine B de Santiago.